# Вісперінг-Пайнс (Північна Кароліна)
Вісперінг-Пайнс (англ. Whispering Pines) — селище (англ. village) в США, в окрузі Мур штату Північна Кароліна. Населення — 4987 осіб (2020).

## Географія
Вісперінг-Пайнс розташований за координатами 35°14′53″ пн. ш. 79°22′19″ зх. д. / 35.24806° пн. ш. 79.37194° зх. д. (35.248132, -79.371865).  За даними Бюро перепису населення США в 2010 році селище мало площу 10,41 км², з яких 8,79 км² — суходіл та 1,62 км² — водойми.

## Демографія
Згідно з переписом 2010 року, у селищі мешкало 2928 осіб у 1257 домогосподарствах у складі 960 родин. Густота населення становила 281 особа/км².  Було 1365 помешкань (131/км²).
Расовий склад населення:
| - 95,5 % — білих - 1,3 % — чорних або афроамериканців - 1,0 % — азіатів - 0,2 % — корінних американців - 0,1 % — вихідців з тихоокеанських островів |

До двох чи більше рас належало 1,3 %. Частка іспаномовних становила 2,9 % від усіх жителів.
За віковим діапазоном населення розподілялося таким чином: 20,2 % — особи молодші 18 років, 46,4 % — особи у віці 18—64 років, 33,4 % — особи у віці 65 років та старші. Медіана віку мешканця становила 52,3 року. На 100 осіб жіночої статі у селищі припадало 94,7 чоловіків;  на 100 жінок у віці від 18 років та старших — 89,1 чоловіків також старших 18 років.
Середній дохід на одне домашнє господарство  становив 92 443 долари США (медіана — 75 177), а середній дохід на одну сім'ю — 106 126 доларів (медіана — 78 558). За межею бідності перебувало 4,7 % осіб, у тому числі 10,6 % дітей у віці до 18 років та 3,3 % осіб у віці 65 років та старших.
Цивільне працевлаштоване населення становило 800 осіб. Основні галузі зайнятості: освіта, охорона здоров'я та соціальна допомога — 44,0 %, публічна адміністрація — 12,5 %, фінанси, страхування та нерухомість — 11,1 %.